# Contuor novum
Genre
Espèce
Contuor novum, unique représentant du genre Contuor, est une espèce d'opilions laniatores à l'appartenance familiale incertaine.

## Distribution
Cette espèce est endémique de la région de Cajamarca au Pérou. Elle se rencontre vers Cutervo.

## Description
La femelle holotype mesure 4 mm.

## Publication originale
- Roewer, 1963 : « Opiliones aus Peru und Colombien. Arachnida Arthrogastra aus Peru V. » Senckenbergiana biologica, vol. 44, p. 5–72.